# Пам'ятник Тарасові Шевченку (Шпола)
Па́м'ятник Тара́сові Шевче́нку — пам'ятник українському поету і мислителю Тарасові Григоровичу Шевченку, вперше встановлений в місті Шпола 10 травня 1926 року. Зруйнований 1964 року та відновлений в остаточному вигляді в березні 1979 року.

## Історія

### Перший пам'ятник

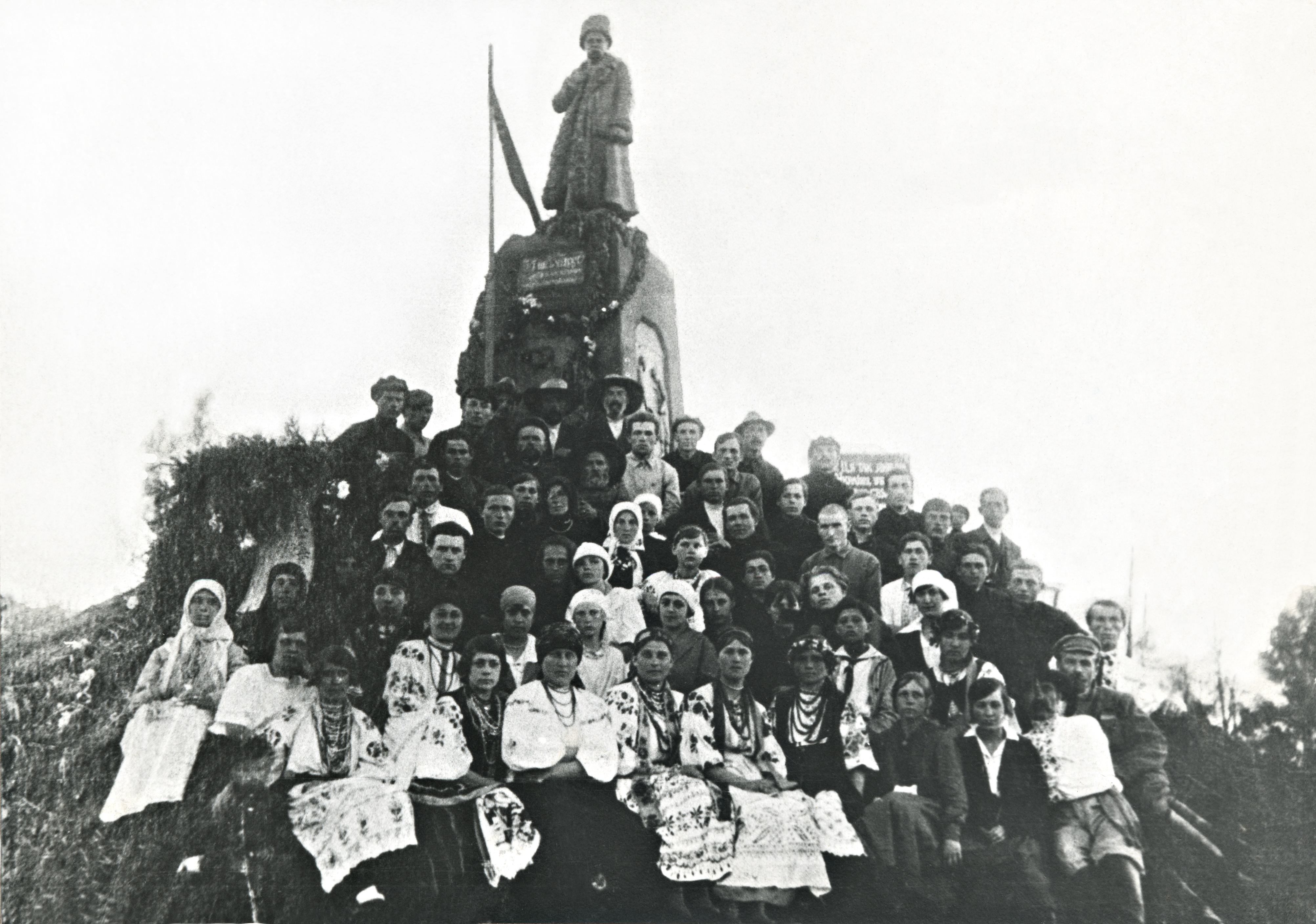
Відкриття першого спомника Тарасу Шевченку в Шполі. 10 травня 1926 рік

Готуючись до відзначення 110-ї річниці від дня народження Т. Г. Шевченка, Іван Шорубалко у вузькому колі працівників контори кредитового товариства висловив думку, що слід належно відзначити цю дату. Його підтримали інші конторські працівники та селяни. Справу вирішили погодити з усією громадою. На черговому зібранні люди одноголосно підтримали ініціативу будівництва пам'ятника Т. Г. Шевченку в Шполі. Кошти для цього збирали добровільно.
До цього заходу приєдналися учителі та сільська інтелігенція. Ініціативну групу зі спорудження пам'ятника склали голова кредитового товариства Іван Шорубалко, директори шкіл № 1 та № 3 П. Туровський та Степовий, вчителі Коцюрба, Потапенко, Волошина Сара, Руденко, Коваленко, бухгалтер кредитового товариства Г. Скотарь, селяни Джуровська Фроська, Цибульська Пріська, Цегельський.
Пізніше ініціатори спорудження пам'ятника звернулись до звенигородського скульптора Каленя Терещенка, запросивши його до Шполи. Більшість присутніх у конторі кредитового товариства під час узгодження вигляду фігури висловилась за схожість із репродукцією художника Івана Крамського, який змалював Тараса в баранячім кожусі та смушевій шапці.
До початку травня 1926 року насип, підмурок і скульптура були готові.
Відкриття пам'ятника відбулося 10 травня 1926 року за присутності значної кількості людей та родичів Т. Г. Шевченка із села Кирилівки. Скульптуру везли на гарбі, запряженій волами, роги яких були прикрашені червоними стрічками. Під час урочистостей співав хор.
У 1928—1929 роках більшу частину ініціативної групи і людей, які брали участь у спорудженні та відкритті спомника, за фотографіями, що збереглися, заарештували й відправили на заслання у табори за звинуваченням в «українському буржуазному націоналізмі». Іван Шорубалко був висланий до Каракалпакії, після закінчення терміну заслання 1937 року знову був заарештований та висланий до Хабаровська, де помер 1942 року.
1964 року пам'ятник був знятий, оскільки хтось із можновладців, перебуваючи в Шполі, заявив, що спомник Шевченкові має надто сільський вигляд і його треба замінити сучасним пам'ятником. Містом швидко поширилась інформація про демонтаж пам'ятника, і біля нього скупчився натовп містян. Голова та начальник міліції з краном змушені були припинити проведення демонтажу скульптури. Пам'ятник було демонтовано вночі, внаслідок чого пошкоджено ногу, зламано один вус, подряпаний ніс і побиті барельєфи. Скульптуру Кобзаря завезли в сарай міської ради і там покинули. Після чого був вивезений за ініціативи Степана Кожум'яки для встановлення до Новомиргорода. Але влада не дала дозволу на встановлення пам'ятника в місті, бо він був ідеологічно не витриманий. Пізніше Міністерство культури УРСР надіслало музею Тараса Шевченка в Каневі розпорядження забрати шполянський пам'ятник поету з Новомиргорода. З музею в Каневі приїхав представник з робітниками й забрали скульптуру з метою встановлення в якомусь селі недалеко від Канева. Подальша доля першого шполянського спомника Т. Шевченка залишається невідомою.

### Відновлення пам'ятника
Пам'ятник був відновлений в остаточному вигляді в березні 1979 року. Він являє собою бронзову скульптуру заввишки 3,55 м на гранітному постаменті. Автори — скульптор Вронський Макар Кіндратович, архітектор — Павлова Аліса Павлівна.

### Шевченківські дні
Степан Кожум'яка під час будівництва через Шполу уманського автошляху відродив традицію вшанування Тараса Шевченка. Щороку на Шевченківські дні і в день його перепоховання в Україні привозив до пам'ятників Шевченку у Шполу й Лип'янку вінки, які прикріплював дротом до постаменту.
У кінці 1960-х років під час секретарювання у Шполі представника КПУ Селенка́ на чергових зборах райкому партії постало питання, хто встановлює Тарасу Шевченку вінки. Було дано відповідь, що вінки возить і встановлює С. Кожум'яка з Новомиргорода. З цього часу почалося організоване відзначення Шевченкових днів.

Офіційне вшанування Кобзаря.
Вінок Тарасові від Степана Кожум'яки. 22 травня 1983 рік